# Historia Sigurda Volsunga
Historia Sigurda Volsunga (The Story of Sigurd the Volsung) to obszerny poemat angielskiego poety Williama Morrisa.

## Charakterystyka ogólna
Poemat autorstwa zaliczającego się do grupy Prerafaelitów poety i malarza Williama Morrisa (1834-1896) Historia Sigurda Volsunga i upadek Nibelungów (The Story of Sigurd the Volsung and the Fall of the Niblungs) jest eposem bohaterskim. Liczy on ponad dziesięć tysięcy wersów. Został wydany w 1876 roku. W osiemnastotomowej Historii literatury angielskiej omawiany utwór został nazwany najbardziej ambitnym poematem Morrisa.

## Forma
Utwór jest napisany przy użyciu długich, sześcioakcentowych wersów, z zastosowanie zarówno rymów, jak i aliteracji, typowej dla poezji staroangielskiej i staroskandynawskiej. Metrum poematu określane jest jako anapestyczne.
There was a dwelling of Kings ere the world was waxen old;
Dukes were the door-wards there, and the roofs were thatched with gold;
Earls were the wrights that wrought it, and silver nailed its doors;
Earls’ wives were the weaving-women, queens’ daughters strewed its floors,
And the masters of its song-craft were the mightiest men that cast
The sails of the storm of battle adown the bickering blast.

## Treść
Poemat Morrisa opowiada historię znaną z islandzkiej Eddy poetyckiej i niemieckiego eposu Pieśń o Nibelungach, wydawanego również pod tytułem Niedola Nibelungów. Mówi o losach nordyckiego bohatera Sigmunda, jego syna Sigurda, w innych przekazach legendy znanego jako Siegfried, i jego żony Gudrun.
Podobne motywy w operowej tetralogii Pierścień Nibelunga wykorzystał Richard Wagner.